# Municipio de Tlacuilotepec
El municipio de Tlacuilotepec es uno de los 217 municipios que conforman el estado de Puebla, México, se ubica en la sierra norte de Puebla, a una altitud de 1340 m s. n. m.. Su cabecera es la localidad de Tlacuilotepec.

## Gobierno

### Cronología de presidentes municipales
| Presidente                        | Periodo | Periodo |
| Presidente                        | Inicio  | Término |
| --------------------------------- | ------- | ------- |
| Alfredo E. G. Sommers             | 1940    | 1943    |
| Carmen Morales Medina             | 1943    | 1945    |
| Francisco Reyes                   | 1945    | 1948    |
| Rafael Luna Rodríguez             | 1948    | 1951    |
| Benjamín Castro Juárez            | 1951    | 1954    |
| Ezequiel Meza Sayas               | 1954    | 1957    |
| Joél Meza Martínez                | 1957    | 1960    |
| Álvaro Morales Domínguez          | 1960    | 1963    |
| Víctor Rodríguez                  | 1963    | 1966    |
| José Limón Lechuga                | 1966    | 1969    |
| Roberto Merino Maceda             | 1969    | 1972    |
| Mariano Martínez M.               | 1972    | 1975    |
| José Valderas Sánchez             | 1975    | 1978    |
| Ramón Meza Báez                   | 1978    | 1981    |
| Raymundo González Díaz            | 1981    | 1984    |
| Jesús Mora Hernández              | 1984    | 1987    |
| Carlos Eduardo Cabañas Luna       | 1987    | 1990    |
| Ismael Jiménez Chacón             | 1990    | 1993    |
| Alejandro Efraín García Bello     | 1993    | 1996    |
| Blas Jorge Garcilazo Alcántara    | 1996    | 1999    |
| Ramiro Margarito González Navarro | 1999    | 2001    |
| Jorge Rogelio Torres Robles       | 2002    | 2005    |
| Juan Benjamín Rodríguez Fuentes   | 2005    | 2008    |
| Josué Osvaldo Guzmán Sánchez      | 2008    | 2011    |
| Referencia: Gobierno de Puebla.   |         |         |